# Abram Ioffe
Abram Fjodorovič Ioffe (psáno též Joffe; rusky Абрам Фёдорович Иоффе; 17.(jul.) / 29.(greg.) října 1880, Romny – 14. října 1960, Leningrad) byl ruský fyzik. Zabýval se mechanickými vlastnostmi krystalů a elektrickými vlastnostmi dielektrik a polovodičů. Vědec-experimentátor, pedagog, organizátor a zakladatel Leningradského fyzikálně-technického institutu.

## Život
Ioffe se narodil ve středostavovské židovské rodině v Poltavské gubernii na Ukrajině (tehdy území Ruské říše). Byl nejstarší z pěti dětí. Po maturitě na reálném gymnáziu studoval na Petrohradském technologickém institutu (Санкт-Петербургский Технологический Институт), absolvoval v roce 1902. Poté pokračoval ve studiu na univerzitě v Mnichově. Působil jako asistent Wilhelma Röntgena a získal zde doktorát (PhD) roku 1905. Zabýval se zde hlavně piezoelektrickým jevem, objevil tzv. vnitřní fotoelektrický jev krystalů ozářených rentgenovými paprsky. Poté se vrátil do Ruska, ale často se do Mnichova vracel, neboť Röntgen si ho velmi oblíbil. Roku 1906 začal pracovat na Petrohradské polytechnické univerzitě (Санкт-Петербургский Государственный Политехнический Университет), kde se nakonec stal profesorem. Zasloužil se o vznik fyzikálně-mechanické fakulty (Fizměch) v r. 1919.
Roku 1910 se oženil s knihovnicí Věrou Kravcovou, měli spolu dceru Valentinu. Podruhé se oženil v roce 1928 se svou bývalou studentkou, fyzičkou Annou Ječejstovou.
Měl velkou zásluhu na vzniku moderní sovětské fyzikální školy, která dostala sovětské fyziku na světovou úroveň. Roku 1921 se stal ředitelem Leningradského fyzikálně-technologického ústavu (LPTI), zvaného obvykle Fiztěch, který se stal špičkovým centrem sovětské fyziky. Podobná pracoviště vznikla také v Charkově, Dněpropetrovsku, Tomsku , Sverdlovsku. Od roku 1920 byl akademikem ruské Akademie věd. Na začátku velké vlastenecké války byl jmenován předsedou komise pro vojenskou techniku. Sehrál klíčovou úlohu v rozvoji jaderného výzkumu v SSSR a nepřímo ovlivnil i vývoj sovětské atomové bomby. Když mu roku 1942 Kaftonov nabídl řídit sovětský projekt na výrobu bomby, odmítl, neboť se cítil starý, ale doporučil za sebe svého žáka, mladého nadějného fyzika Igora Kurčatova, který se pak stal klíčovou osobností při vývoji bomby. V letech 1932 až 1960 řídil i Agrofyzikální institut.
Roku 1950 vypukla Stalinova kampaň proti kosmopolitismu, která měla antisemitský nádech. Ioffe byl, patrně kvůli židovskému původu, odvolán z pozice ředitele LPTI, ale roku 1952 se pro něj našlo nové uplatnění, když se postavil do čela laboratoře polovodičů sovětské akademie věd (roku 1954 z ní vznikl samostatný institut). Po Ioffeho smrti v roce 1960 byl LPTI přejmenován na Ioffeho fyzikálně-technologický ústav (Физико-технический институт имени А. Ф. Иоффе РАН). Ioffeho jméno nese dodnes a jde o jednu z nejprestižnějších výzkumných institucí v Rusku, pyšnící se pěti Nobelovými cenami.
Bezprostředními Ioffeho žáky byli např. Lev Sergejevič Těrmen (Léon Theremin), Alexandr Danilovič Alexandrov, Pjotr Leonidovič Kapica (Nobelova cena 1978), Nikolaj Nikolajevič Semjonov (Nobelova cena 1956) či Lev Andrejevič Arcimovič. Byl vedoucím redaktorem několika odborných časopisů, napsal přes 200 článků, učebnic a monografií. Mezi ně patří např. Základní pojmy moderní fyziky (Основные представления современной физики ) z r. 1949 nebo Fyzika polovodičů (Физика полупроводников) z r. 1957. Měl mnoho přátel mezi světovými fyziky (např. Nielse Bohra) a často přednášel v zahraničí. Koncem roku 1925 měl v Praze přednášku o organizaci a financování vědecké práce v SSSR.  Sborník Ioffeho vzpomínek na význačné osobnosti světové fyziky, s nimiž se stýkal v letech 1906-1960 byl vydán pod názvem Setkání s fyziky (Встречи с физиками - Мои воспоминания о зарубежных физиках) v roce 1960, krátce po jeho smrti.
Zemřel ve své pracovně, těsně před osmdesátými narozeninami. Je pochován na Volkovském hřbitově v Petrohradě, v části Literární mosty (Литераторские мостки), kde odpočívají mnohé významné osobnosti vědy a umění.